# 柳原望
柳原 望（やなはら のぞみ、8月20日 - ）は、日本の漫画家。愛知県出身、在住。女性。血液型はB型。
1991年、第98回ララまんが家スカウトコーストップ賞を受賞した『今日も、幸せ』が『LaLa DX』（白泉社）に掲載され、デビュー。以後、同誌や『LaLa』『MELODY』（いずれも白泉社）、『コミックフラッパー』（メディアファクトリー）などに連載作品を発表している。代表作に、『まるいち的風景』、『高杉さん家のおべんとう』、「一清&千沙姫シリーズ」。

## 作品リスト
- 一清&千沙姫シリーズ（1993年 - 1997年、『LaLa』、『LaLa DX』、白泉社、単行本全8巻）
  - お伽話を語ろう（単行本全1巻）
  - そうしてお伽話になる（単行本全1巻）
  - わがまま姫の反乱（単行本全1巻）
  - お日さまとお月さま（単行本全1巻）
  - 1/10のないしょ話（単行本全1巻）
  - お伽話がきこえる（単行本全3巻、文庫版全2巻）
- コントラクト・キラー（1993年 - 1994年、『LaLa DX』、『Lunatic LaLa』、白泉社、単行本全1巻）単行本未収録作品3篇あり
- 時間旋律（1994年、『LaLa』、単行本全1巻）
- まるいち的風景（1995年 - 2001年、『LaLa DX』、『Lunatic LaLa』、単行本全4巻、文庫版全2巻）文庫に未収録＋描き下ろし含む
- ネットワーク・ポプリ（1997年、『LaLa』、単行本全1巻）
- さんさんさん（1999年 - 2000年、『LaLa DX』、『MELODY』、白泉社、単行本全2巻）
- くだんからの伝言（2000年、『別冊花とゆめ』、白泉社、単行本全1巻）
- キッズトーク（2001年 - 2002年、『LaLa DX』、単行本全1巻）
- お天気の巫女（2002年、『LaLa DX』、単行本全1巻）
- ケータイくんといっしょ（2002年 - 2004年、『MELODY』、単行本全1巻）
- とりかえ風花伝（2003年 - 2005年、『LaLa DX』、単行本全3巻） - 4巻以下10巻まで作者本人が同人誌を発行し、完結した。
  - とりかえ風花伝 完結篇（単行本全2巻、白泉社） - 2010年発行。それまでの同人誌版を全て収録し、さらに描き下ろしも加えた「完結編」。
- 高杉さん家のおべんとう（2009年 - 2015年、『コミックフラッパー』、メディアファクトリー、単行本全10巻）
- 理不尽のみかた（2011年 - 2012年、『Silky』、白泉社、単行本既刊1巻で中断）
- かりん歩（2016年 - 2018年、『コミックフラッパー』、メディアファクトリー、単行本全4巻、全23話）
- 恋は論破できない（2020年 - 2022年[3]、『ヤングガンガン』、スクウェア・エニックス、単行本既刊3巻）

## 関連本
- 監修『高杉さん家のおべんとう』もふーっとなるHappyレシピ（2012年 - 主婦と生活社）